# Orlando de la Torre
Orlando Luis de la Torre Castro (* 21. November 1943 in Trujillo, Peru; † 24. August 2022) war ein peruanischer Fußballspieler.

## Karriere

### Verein
Orlando de la Torre begann seine Karriere 1961 bei Sporting Cristal aus der Landeshauptstadt Lima. Für diesen Klub spielte er ununterbrochen bis 1974. Während dieser Zeit gewann er 1961, 1968, 1970 und 1972 viermal die peruanische Meisterschaft.
1974 wechselte er nach Ecuador zum Barcelona Sporting Club.
Bereits ein Jahr später kehrte er nach Peru zurück. 1975 und 1976 stand er in Reihen der Sport Boys aus der Hafenstadt Callao. 1977 wechselte er zum dortigen Ortsrivalen Atlético Chalaco. Im selben Jahr schloss er sich Juan Aurich an, wo er am Ende der Saison seine Spielerkarriere beendete.

### Nationalmannschaft
Zwischen 1967 und 1973 bestritt Orlando de la Torre 39 Länderspiele für die peruanische Fußballnationalmannschaft, in denen er ohne Torerfolg blieb.
Anlässlich der Fußball-Weltmeisterschaft 1970 in Mexiko wurde er in das peruanische Aufgebot berufen. Bei diesem Turnier kam er in den Vorrundenspielen gegen Bulgarien, Marokko und die Bundesrepublik Deutschland zum Einsatz.

## Privates
Er ist ein Neffe des Politikers Víctor Raúl Haya de la Torre.
De la Torre erlitt 2021 einen Schlaganfall. Er verstarb 78-jährig im August 2022.

## Erfolge
- Peruanischer Meister: 1961, 1968, 1970 und 1972